# Ахерон
Ахерон (на гръцки: Αχέρων), (на латински: Acherousis) е речно божество и олицетворяваният от него митологически воден басейн, свързан според гръко-римската митология с Подземното царство (Аид/Хадес), както и реално съществуваща в съвременността река в историческата област Епир (част от Северозападна Гърция), която поделя територията й на две – Северен и Южен Епир. Река Ахерон е обожествявана също и от етруските. Последните й отдават голямо значение, смятайки че чрез принасяне на дарове на реката се постига божествена природа за душите. С оглед на това ползват набор от книги (Acheruntici libri), посветени на реката и свързани с нея ритуали.

## Съвременна река
Настоящата река Ахерон се намира в Епир, Гърция и е дълга 52 км (32 мили). Тя има дренажна площ от 705 км 2 (272 кв. мили).  Изворът на реката се намира близо до село Зотико , в югозападната част на област Янина. Ахерон се влива в Йонийско море, при селцето Амудия, близо до курорта Парга.

## Река в Хадес
В превод името Ахерон означава "река на болката". Реката има символично историко-географско значение, като своеобразна граница на цивилизацията в обозримия и познат свят (ойкумене) и дори на самия този свят - северно от нея, "след реката", от гледна точка на елините е започвала негръцката, т.е. варварската част от света - първоначално земите на епиротите. Въпреки съществуването на конкретна река Ахерон, за която това име се е отнасяло първоначално, няколко реки в Гърция са носели това име в резултат от промените в географските познания на гърците. Отначало те смятат, че реката, която се е свързвала с царството на Хадес, се намира в Епир. Един от ръкавите ѝ минава под земята, поради което се е считало, че води до Подземното царство. Според легендата, в титаномахията Ахерон (потомство на Океан, а според по-късни митове - на Хелиос от Гея или Деметра) е на страната на титаните и утолява жаждата им - заради това божеството е наказано реката му да тече в Хадес. Според митологичните представи демонът или божеството на реката, Харон, пренася душите на умрелите през тъмните води на Стикс и на Ахерон в лодка, направена от ковчег.
Постепенно - с разширяването на обитаваната от гърците територия - предполагаемото местоположение на реката се е променяло и отдалечавало, докато накрая вече й приписват течение изцяло в Подземното царство. Другите подземни реки, Кокит, Стикс, Перифлегетон и Лета, са описвани, като свързани с нея. В диалога на Платон – „Федон“ има пространно описание на речната система в Подземното царство, включително на реката Ахерон. Други древни и средновековни писатели и поети също дават нейни описания. Според лесбоската поетеса Сафо водите й са покрити с лотоси. Ахерон се е възприемал и като езеро, през което протича река и в което се вливат Стикс и Пирифлегетон (според Омир и Павзаний). Според Данте Алигиери те не се вливат, а извират от него; в представите на поета тази река окръжава първия кръг на Ада. От друга страна според Вергилий от Ахерон извират реките Стикс и Кокит.